# Clifford Sydney Bastin
Clifford Sydney Bastin, més conegut com a Cliff Bastin, (Heavitree, 14 de març de 1912 - Exeter, 4 de setembre de 1991) fou un futbolista anglès dels anys 1930 i 1940.

## Trajectòria
Bastin començà la seva carrera a l'Exeter City, on debutà el 1928 amb 16 anys. En acabar la temporada 1928-29 Herbert Chapman el fitxà per l'Arsenal. Al club londinenc jugà durant gairebé dues dècades, fins al 1947. Marcà 178 gols en 395 partits. Bastin guanyà a l'Arsenal dues copes els anys 1929-30 i 1935-36; i cinc lligues, 1930-31, 1932-33, 1933-34, 1934-35 i 1937-38.
Pel que fa a la selecció anglesa, hi jugà entre 1931 i 1938, disputant un total de 21 partits i marcant 12 gols. Debutà davant Gal·les a Anfield el 18 de novembre de 1931, amb victòria per 3 a 1.
Una graderia a l'estadi St. James Park d'Exeter porta el seu nom. L'any 2009 fou inclòs a l'English Football Hall of Fame. El 1998 fou escollit per la Football League a la llista de les 100 llegendes del futbol anglès.